# Schmirn
Schmirn är en kommun i distriktet Innsbruck-Land i förbundslandet Tyrolen i Österrike. Kommunen ligger 25 km sydost om Tyrolens huvudstad Innsbruck. Den har 874 invånare (2024) och består av två orter (Ortschaften) (inom parentes invånarantal 1 januari 2024):
- Außerschmirn (695)
- Innerschmirn (179)